# Francesco Carletti
Francesco Carletti (* 1573 ?; † 1636) war ein Florentiner Kaufmann, Reisender und Chronist. Er gilt als der erste Mensch, der als Alleinreisender und nicht als Mitglied einer organisierten Expedition die Welt umrundet hat.

## Die Weltreise

### Reiseverlauf
Im Alter von 21 Jahren machte er sich mit seinem Vater Antonio zu einer kurzen Reise in Sachen Sklavenhandel zu den Kapverdischen Inseln auf, ein Aufbruch, der zu einer achtjährigen Reise (1594–1602) mit einer Weltumsegelung wurde. Ihre 75 auf den Kapverden erworbenen Sklaven wollten sie in Cartagena verkaufen, da die Preise aber dort aber zu niedrig waren, beschlossen sie, nach Lima in Peru weiter zu reisen, wo Sklaven in den dortigen Silberbergwerken einen besseren Preis erzielten. Mit dem dort erworbenen Silber begaben sich Vater und Sohn nach Mexiko. Von dort wollten sie in den Handel mit Asien einsteigen, Seide, Porzellan und Gewürze von den Philippinen nach Mexiko importieren. Ihre Geschäfte führten sie zunächst nach Japan. In Nagasaki erwarben Vater und Sohn auch den koreanischen Sklaven António Corea. Im portugiesischen Macau verstarb Antonio Carletti im Jahr 1598. 
Mit den inzwischen erworbenen Reichtümern versuchte Francesco nun auf den portugiesischen Handelsrouten heimzukehren. Er wurde jedoch bei St. Helena Opfer eines niederländischen Kaperfahrers. Daraufhin ging Carletti in die Niederlande, wo er dreieinhalb Jahre lang vergeblich um die Rückgabe seines Vermögens prozessierte. Erst im Jahr 1606 kehrte er, inzwischen beinahe mittellos, nach Florenz zurück. António Corea folgte ihm bis nach Italien und ließ sich dort nieder. Er war wahrscheinlich der erste Koreaner, der nach Europa reiste.

### Reisebericht
Carletti überreichte ein Manuskript seines Reiseberichts Ragionamenti Ferdinando I. de’ Medici, der den Hafen von Livorno zu einem großen internationalen Umschlagplatz für den Osthandel machen wollte. Der Text wurde jedoch erst fast im Jahr 1701 auf Italienisch veröffentlicht, später allerdings in viele Sprachen übersetzt. Der erste Teil berichtet über Carlettis Reisen in Zentralamerika, Panama, Mexiko, hinunter bis nach Südamerika, Kolumbien, und über Peru zurück nach Mexiko via Acapulco. Der zweite Teil des Werkes behandelt die Philippinen, wo er über ein Jahr verbrachte, hauptsächlich in Luzon und Manila, außerdem China und Japan. Es ist ein seltener und bemerkenswerter Bericht über Südostasien, China und Japan, der aus der Perspektive des Abenteurers und Kaufmanns geschrieben wurde.

## Schriften
- Ragionamenti di Francesco Carletti Fiorentino sopra le cose da lui vedute ne’ suoi viaggi si dell’ Indie Occidentali, e Orientali Come d’altri Paesi. Florenz 1701.
Reise um die Welt 1594. Erlebnisse eines Florentiner Kaufmanns. Aus dem Italienischen von Ernst Bluth. Erdmann, Herrenalb/Schwarzwald 1966.